# The Joke Wasn't on Ben Bolt
The Joke Wasn't on Ben Bolt è un cortometraggio muto del 1913 diretto da Charles Kent.

## Produzione
Il film fu prodotto dalla Vitagraph Company of America.

## Distribuzione
Distribuito dalla General Film Company, il film - un cortometraggio in una bobina - uscì nelle sale cinematografiche statunitensi l'8 febbraio 1913.